# Vehicle submarí operat remotament

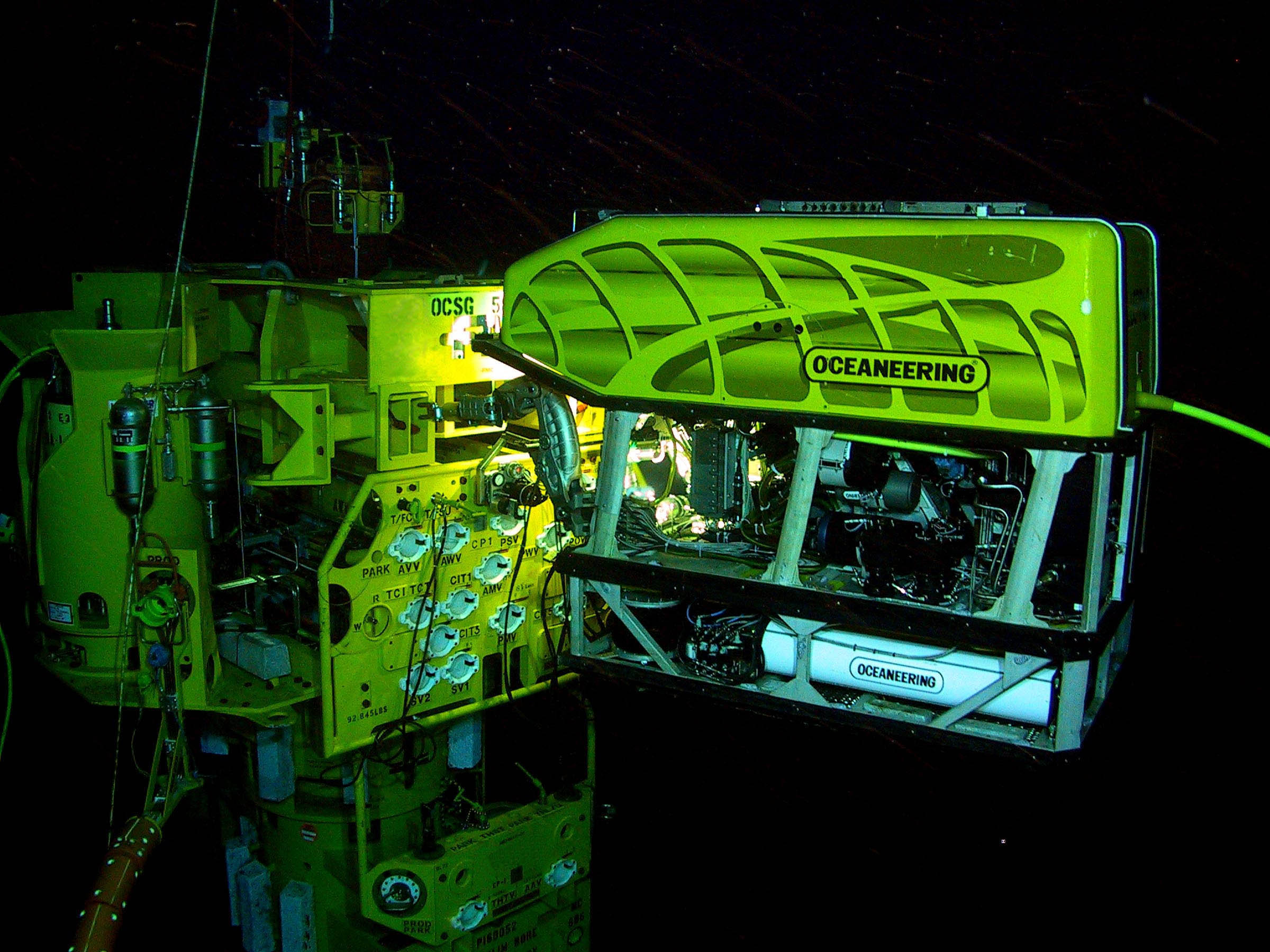
Un ROV treballant en una estructura submarina.

Un vehicle submarí operat remotament o ROV, acrònim de l'anglès remotely operated underwater vehicle, són vehicles submarins controlats a distància per un operador a la superfície, que sol ser a un vaixell proper. Poden enviar i rebre informació via senyals de ràdio o mitjançant un cable o una línia que connecta el vehicle amb l'operador.
Els ROVs, juntament amb els AUVs que són completament autònoms, formen el conjunt dels vehicles submarins no tripulats o UUVs, acrònim de l'anglès unmanned underwater vehicle. En el cas dels vehicles aeris hi ha els UAVs, pels vehicles terrestres els UGVs i pels vehicles navals de superfície els USVs.
Els ROVs poden realitzar múltiples treballs al fons marí. Per ubicar-se els operadors fan servir una càmera de vídeo o un sonar d'alta freqüència. Gairebé tots els ROVs també porten un braç robot per agafar mostres de la tasca que estigui realitzant. Els models més grans també poden anar equipats amb altres aparells: CTD (instrument), correntòmetre perfilador acústic Doppler...

## Classificació

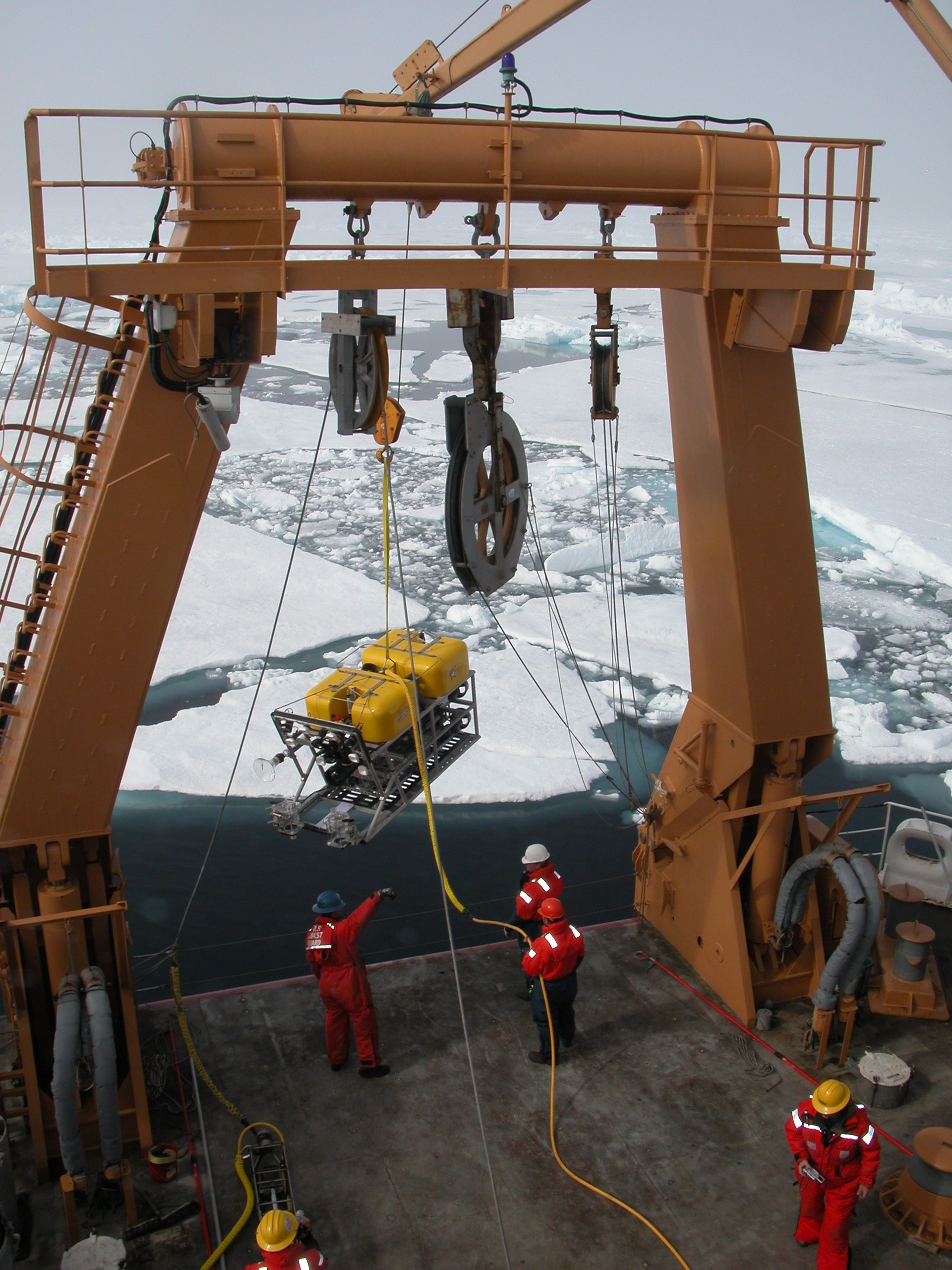
Uns teleoperadors despleguen un ROV des de la popa d'un vaixell a l'oceà àrtic.

- Micro - Micro ROV pot pesar menys de 5,3 kg. Aquests ROV s'utilitzen com una alternativa a un bus, específicament en llocs on un bus podria no ser capaç d'entrar físicament com una claveguera, canonada o petita cavitat.
- Mini - Mini ROV pesen uns 15 kg. Els ROVs Mini-Class també s'utilitzen com una alternativa al bussejador. Una persona pot ser capaç de transportar tot el sistema ROV amb ells en un petit bot, desplegar i completar el treball sense ajuda externa. Algunes classes Micro i Mini es denominen -classe "a ull" per diferenciar-los dels ROV que poden ser capaços de fer tasques d'intervenció.
- General - En general menys de 5 HP; S'han instal·lat a vegades manipuladors elèctrics / hidràulics pinces. Aquests ROVs poden ser capaços de portar a una unitat de sonar i s'utilitzen generalment en aplicacions de l'enquesta de llum. Normalment la profunditat màxima de treball és de menys de 1.000 metres.
- Light Workclass - En general menys de 50 CV. Aquests ROVs poden ser capaços de dur a febrer manipuladors. El marc pot estar feta de polímers com ara polietilè en lloc dels aliatges d'acer inoxidable o d'alumini convencionals. En general tenen una profunditat màxima de treball de menys de 2.000 m.
- Heavy Workclass - En general menys de 250 cavalls de força amb una capacitat per portar almenys dos manipuladors. Tenen una profunditat de treball fins a 4.000 m.
- Rases i soterraments - En general més de 200 cavalls de força i normalment menys de 500 cavalls de força amb una capacitat de portar un trineu per passar cables i treballar a profunditats de fins a 6.000 metres en alguns casos.

## Classes

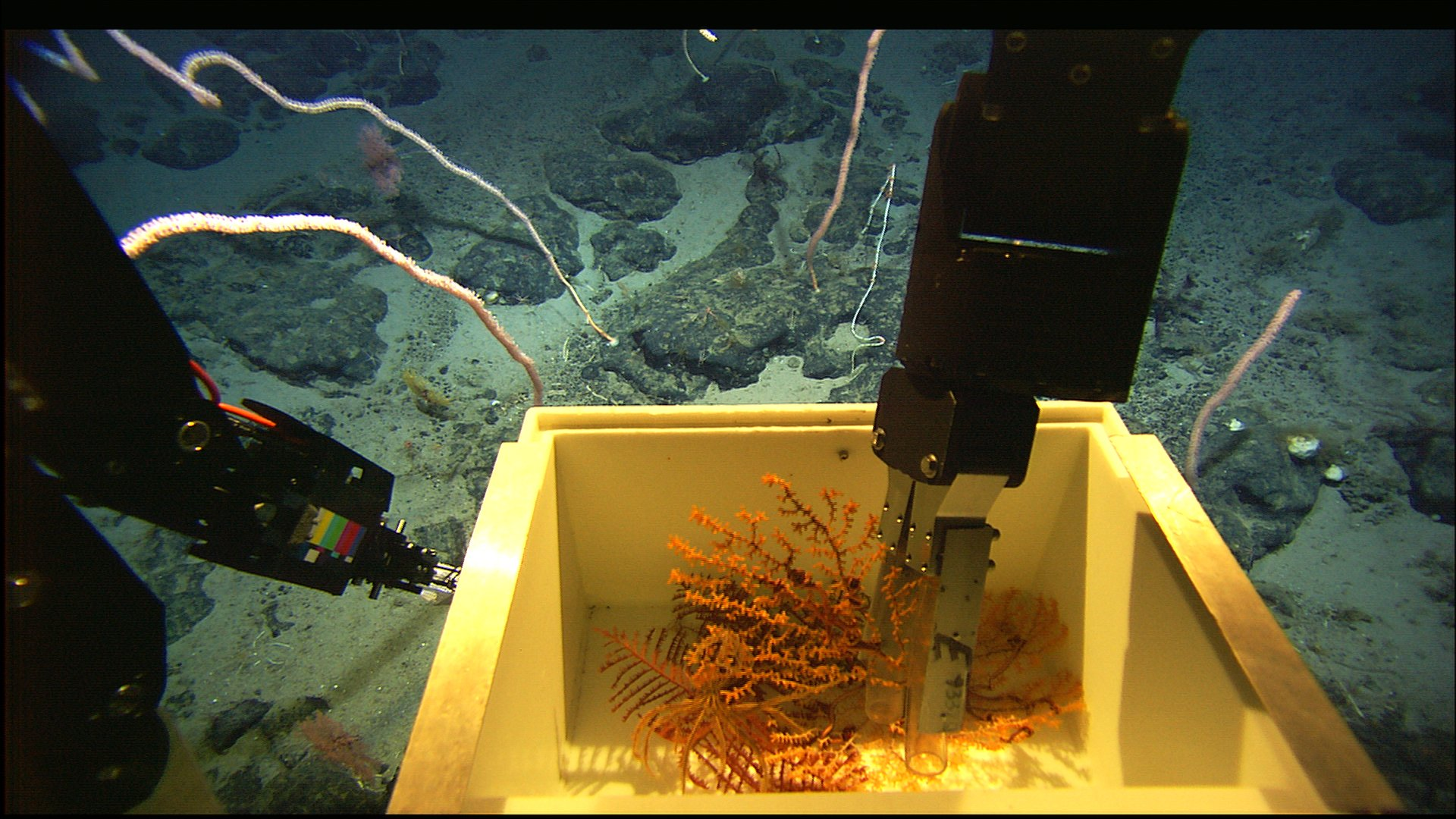
Un ROV agafant mostres de corall.

- Classe I - Observació ROV Aquests vehicles són petits vehicles equipats amb càmera / llums i sonar només. Ells estan destinats principalment a l'observació pura, encara que poden ser capaços de manejar un sensor addicional (equips com ara protecció catòdica (CP)), així com una càmera de vídeo addicional.
- Classe II - Observació ROV amb l'opció de càrrega útil Aquests vehicles estan equipats amb dues càmeres a la vegada visibles / sonar com a estàndard i són capaços de treballar amb diversos sensors addicionals. També poden tenir una capacitat de manipulació de base. Ells han de ser capaços de funcionar sense pèrdua de la funció original, mentre que fa dos sensors / manipuladors addicionals.
- Classe III - Treball de classe Vehicles Aquests vehicles són prou gran com per portar sensors i / o manipuladors addicionals. Els vehicles de la classe III solen tenir una capacitat de multiplexació que permet als sensors i eines addicionals per operar sense ser "cablejats" a través del sistema umbilical. Aquests vehicles són generalment més grans i més poderoses que les classes I i II. Àmplies variacions de capacitat, profunditat i potència són possibles.
- Classe IV - vehicles remolcats i arrossega pel fons VehiclesTowed es tira a través de l'aigua per una embarcació de superfície o cabrestant. Alguns vehicles han limitat la potència propulsora i són capaços de maniobrabilitat limitada. Vehicles arrossega pel fons utilitzen un sistema de rodes o pista per moure pel fons del mar, encara que alguns poden ser capaços de 'nedar' distàncies limitades. Aquests vehicles són típicament grans i pesats, i sovint estan dissenyats per a una tasca específica, com l'enterrament de cables.
- Classe V - Prototip o Desenvolupament Vehicles.Vehicles en aquesta classe inclouen els que encara estan desenvolupant i els considerats com a prototips. Els vehicles especials que no s'ajusten a una de les altres classes també s'assignen a la classe V. Aquesta categoria comprèn els vehicles submarins autònoms (AUV).

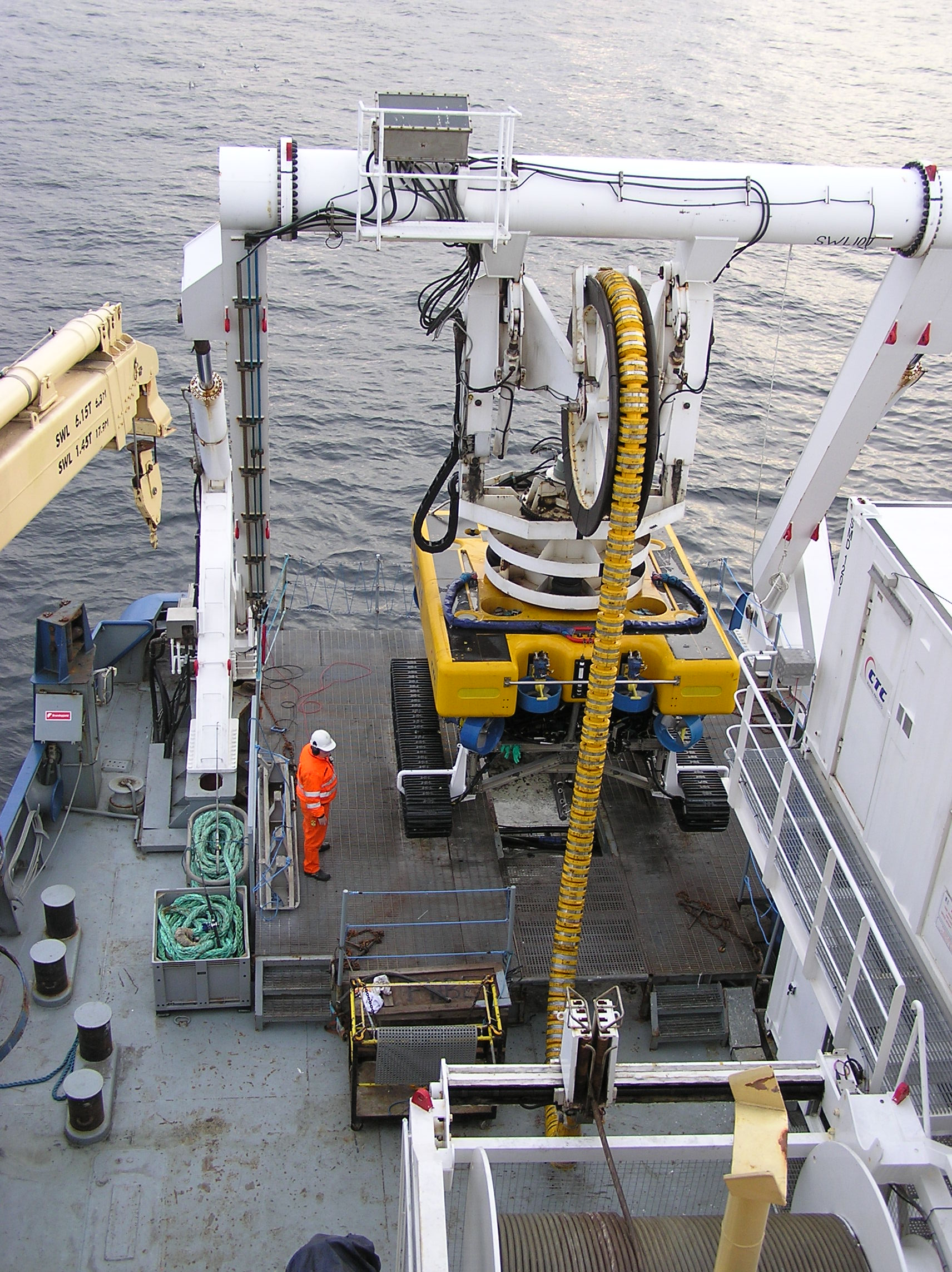
Un ROV a sobre un vaixell amb la politja que deixa anar el cable umbilical.

## Control dels ROVs
El control dels ROVs es realitza mitjançant un cable umbilical a causa de les dificultats que existeixen per a la transmissió de les ones de ràdio a l'aigua del mar. Per poder realitzar una transmissió efectiva, les ones de ràdio han de ser d'una gran longitud d'ona, i això requereix grans antenes (centenars de metres) que les fan poc operatives. Per la qual cosa a aquest cable en diem Tether o Umbilical, depenent si utilitzem un TMS o no. El Tether estarà format en la seva versió més simple per conductors de coure (alimentació i senyal), un aïllant i una protecció exterior. Però a mesura que augmenten els requeriments del vehicle, el Tether estarà compost per conductors d'alta tensió, conductors de senyal i cables de fibra òptica. El control del vehicle el realitza un equip de tècnics, generalment format per un pilot / copilot i supervisor. Actualment les companyies operadores de ROV, requereixen que els operadors tinguin una formació certificada de Pilot Tècnic, donada la complexitat tècnica del seu maneig i el seu manteniment.